# Anno 1404 Venice
Anno 1404 Venice is een uitbreidingspakket van het real-time strategy computerspel Anno 1404, dat op 25 februari 2010 werd uitgebracht door Ubisoft. Deze uitbreidingsset beschikt over een multiplayer functie waarmee zowel de uitbreiding als het originele spel online te spelen is met maximaal acht spelers. Op het origineel werd onder meer kritiek geleverd vanwege het gebrek aan een dergelijke multiplayer functie.